# Barbara Wright
Pour les articles homonymes, voir Wright.
Pour le personnage fictif, voir Barbara Wright (Doctor Who).
Barbara Wright, née le 13 octobre 1915 à Worthing et morte le 3 mars 2009, est une traductrice britannique de littérature française du XXe siècle. Elle est également critique littéraire pour The Times Literary Supplement.

## Biographie
Barbara Wright étudie la musique et les arts à Paris. Elle exerce ensuite comme pianiste, spécialisée dans l'accompagnement de lieder, ainsi qu'un travail de critique artistique et littéraire. Le besoin régulier de traduire elle-même les textes qu'elle critique l'amène à la traduction.
Elle participe activement au développement de Gaberbocchus Press (en), une maison d'édition fondée à Londres par l'écrivain Stefan Themerson et sa femme Franciszka Themerson en 1948.
Elle spécialise sa traduction sur la « prose poétique » et le théâtre, en particulier les écrivains français surréalistes et existentialistes, mais elle traduit également des écrits aux genres variés, parmi lesquels la le roman historique ou la fantasy.
Elle traduit notamment Raymond Queneau, Alfred Jarry, Tristan Tzara, Nathalie Sarraute, Robert Pinget et Samuel Beckett.
En 1953, elle est intégrée au Collège de 'Pataphysique en tant que Régente de Zozologie Shakespearienne. Elle est nommée commandeur de l'Ordre des Arts et des Lettres en 1986. En 2001, elle devient Satrape du Collège de 'Pataphysique.